# Tabletteri
Tabletteri betecknar hantverksmässigt framställda små lyxföremål för prydnadsändamål och konstfärdigt framställda spelpjäser utförda i elfenben, ebenholts, pärlemor, trädljungsrot etcetera. Tabletteri används även som benämning på tillverkningen av sådana föremål.